# 尼古拉市镇
尼古拉市镇（俄语：Муниципальное образование Никольское）是俄罗斯联邦沃洛格达州乌斯秋日纳区所属的一个市镇。其下辖有31个居民点，行政中心为尼古拉。据2015年统计，该市镇的人口为902人。